# Romanizarea limbii bulgare
Romanizarea limbii bulgare este practica transliterării textului în bulgară din ortografia sa chirilică convențională în alfabetul latin. Romanizarea poate fi utilizată în diferite scopuri, cum ar fi redarea numelor proprii și a locurilor în contexte de limbi străine, sau pentru scrierea informală a bulgarei în medii în care chirilica nu este ușor disponibilă. Utilizarea oficială a romanizării de către autoritățile bulgare se găsește, de exemplu, în documentele de identitate și în semnalizarea rutieră. Există mai multe standarde diferite de transliterare, dintre care unul a fost ales și făcut obligatoriu pentru utilizarea comună de către autoritățile bulgare într-o lege din 2009.